# Гоук
Гоук (англ. Houck) — переписна місцевість (CDP) в США, в окрузі Апачі штату Аризона. Населення — 886 осіб (2020).

## Географія
Гоук розташований за координатами 35°16′10″ пн. ш. 109°13′24″ зх. д. / 35.26944° пн. ш. 109.22333° зх. д. (35.269308, -109.223440). За даними Бюро перепису населення США в 2010 році переписна місцевість мала площу 110,03 км², з яких 109,97 км² — суходіл та 0,06 км² — водойми.

### Клімат
| Клімат : Гоук            | Клімат : Гоук | Клімат : Гоук | Клімат : Гоук | Клімат : Гоук | Клімат : Гоук | Клімат : Гоук | Клімат : Гоук | Клімат : Гоук | Клімат : Гоук | Клімат : Гоук | Клімат : Гоук | Клімат : Гоук | Клімат : Гоук |
| Показник                 | Січ.          | Лют.          | Бер.          | Квіт.         | Трав.         | Черв.         | Лип.          | Серп.         | Вер.          | Жовт.         | Лист.         | Груд.         | Рік           |
| Абсолютний максимум, °C  | 22,2          | 23,3          | 26,7          | 30,0          | 35,6          | 38,9          | 41,7          | 38,3          | 37,8          | 32,2          | 26,1          | 21,7          | 41,7          |
| Середній максимум, °C    | 8,9           | 11,7          | 15,6          | 20,0          | 25,6          | 31,1          | 32,8          | 31,1          | 27,8          | 21,1          | 14,4          | 8,9           | 20,8          |
| Середня температура, °C  | 1,1           | 3,6           | 6,4           | 10,0          | 15,0          | 20,0          | 23,3          | 22,5          | 18,6          | 12,2          | 5,8           | 1,1           | 11,7          |
| Середній мінімум, °C     | −6,7          | −4,4          | −2,8          | 0,0           | 4,4           | 8,9           | 13,9          | 13,9          | 9,4           | 3,3           | −2,8          | −6,7          | 2,6           |
| Абсолютний мінімум, °C   | −35           | −30           | −26,1         | −15           | −10           | −3,9          | 1,7           | 0,0           | −6,7          | −11,1         | −27,8         | −28,9         | −35           |
| Норма опадів, мм         | 22            | 18            | 21            | 15            | 13            | 6             | 34            | 42            | 27            | 27            | 24            | 16            | 265           |
| ------------------------ | ------------- | ------------- | ------------- | ------------- | ------------- | ------------- | ------------- | ------------- | ------------- | ------------- | ------------- | ------------- | ------------- |
| Джерело: Weather Channel |               |               |               |               |               |               |               |               |               |               |               |               |               |

## Демографія
Згідно з переписом 2010 року, у переписній місцевості мешкали 1024 особи в 335 домогосподарствах у складі 228 родин. Густота населення становила 9 осіб/км². Було 385 помешкань (3/км²).
Расовий склад населення:
| - 96,3 % — корінних американців - 1,3 % — білих - 0,1 % — азіатів |

До двох чи більше рас належало 2,1 %. Частка іспаномовних становила 2,0 % від усіх жителів.
За віковим діапазоном населення розподілялося таким чином: 30,9 % — особи молодші 18 років, 58,7 % — особи у віці 18—64 років, 10,4 % — особи у віці 65 років та старші. Медіана віку мешканця становила 30,9 року. На 100 осіб жіночої статі у переписній місцевості припадало 92,5 чоловіків; на 100 жінок у віці від 18 років та старших — 89,3 чоловіків також старших 18 років.
Середній дохід на одне домашнє господарство становив 28 044 долари США (медіана — 20 060), а середній дохід на одну сім'ю — 33 860 доларів (медіана — 22 857). Медіана доходів становила 23 636 доларів для чоловіків та 22 132 долари для жінок. За межею бідності перебувало 54,1 % осіб, у тому числі 65,4 % дітей у віці до 18 років та 27,4 % осіб у віці 65 років та старших.
Цивільне працевлаштоване населення становило 276 осіб. Основні галузі зайнятості: освіта, охорона здоров'я та соціальна допомога — 31,9 %, публічна адміністрація — 12,3 %, мистецтво, розваги та відпочинок — 11,2 %.